# Ой гарна я, гарна (альбом)
«Ой гарна я, гарна» — студійний альбом Раїси Кириченко у супроводі Державного оркестру народних інструментів УРСР (художній керівник і диригент — Віктор Гуцал). Був записаний у 1989 році на Всесоюзній студії грамзапису. Вінілова платівка була випущена у 1990 році ВПТО «Фірма Мелодія» (каталожний номер — С30 29879-80) накладом 2400 копій.

## Список пісень
Сторона 1
1. Ой, гарна я, гарна (українська народна пісня, обробка В. Гуцала) — 2:54
2. Дорога спадщина (муз. — О. Зуєв, сл. — Д. Луценко) — 4:09
3. Ой, у полі три тополі (українська народна пісня, обробка В. Гуцала) — 3:06
4. Безсмертник (муз. — О. Зуєв, сл. — М. Сингаївський) — 3:51
5. Вітер, вітер коло хати (українська народна пісня, обробка В. Гуцала) — 1:03
6. Мамина вишня (муз. — А. Пашкевич, сл. — Д. Луценко) — 6:00

Сторона 2
1. Ой, на горі два дубки (українська народна пісня, обробка В. Гуцала) — 2:25
2. Стоять тополі (муз. — Н. Андрієвська, сл. — А. Драгомирецький) — 3:08
3. Молодичка (муз. — О. Чухрай, сл. — В. Котляр) — 2:23
4. Пісня про хліб (муз. — А. Пашкевич, сл. — Д. Луценко) — 4:19
5. Тиха вода (українська народна пісня, обробка В. Гуцала) — 2.06
6. Незабутнє (муз. — І. Шамо, сл. — Д. Луценко) — 3:34
7. Була собі Марієчка (муз. — І. Сльота, сл. — А. Матійко) — 2:57

## Учасники
- Раїса Кириченко — вокал.
- Державний оркестр народних інструментів УРСР (художній керівник і диригент — Віктор Гуцал).
- М. Кузик — редактор.
- М. Дідик — звукорежисер.
- О. Бунак — художник.
- М. Безнос — фотограф.